# Adolf von Engeström (präst)
Carl Adolf August von Engeström, född den 16 februari 1849 i Stockholm, död den 11 juni 1913 i Kalmar, var en svensk skolman och präst. Han var far till Sigfrid von Engeström.
von Engeström blev student vid Uppsala universitet 1867. Han avlade filosofie kandidatexamen där 1872 och promoverades till filosofie doktor 1877. Under tiden i Uppsala var von Engeström lärare vid Fjellstedtska skolan. Han blev lektor i kristendom och grekiska språket vid högre allmänna läroverket i Halmstad 1877 och lektor i kristendom och hebreiska språket vid högre allmänna läroverket i Linköping 1884. von Engeström, som hade prästvigts 1880, blev 1884 även prebendekyrkoherde i Landeryds församling och ledamot av Linköpings domkapitel. Han promoverades till teologie doktor 1897 och var preses vid prästmötet i Linköping 1902. von Engeström blev domprost i Kalmar 1908. Han blev ledamot av Nordstjärneorden 1895.